# Lijst van personen overleden in maart 2023
Dit is een lijst van bekende personen die zijn overleden in maart 2023.

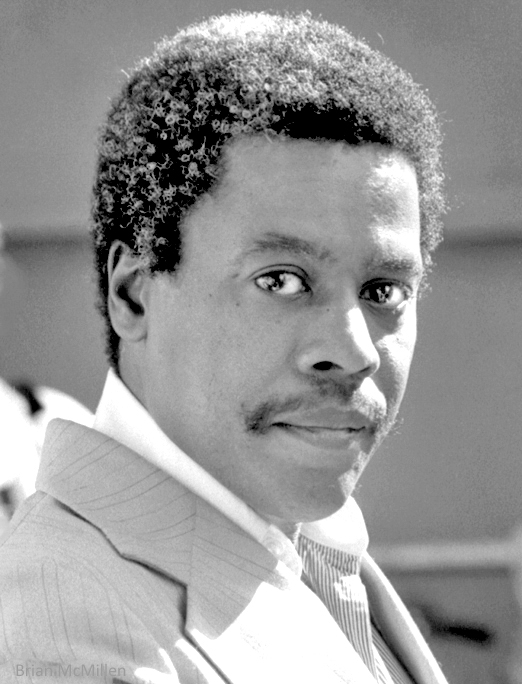
Wayne Shorter
2 maart

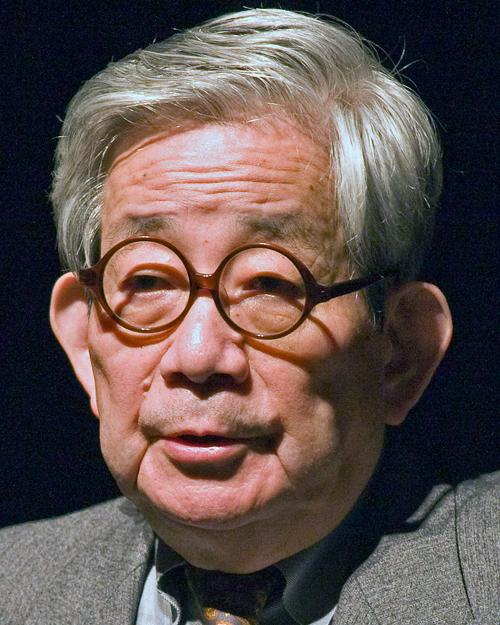
Kenzaburo Oë
3 maart

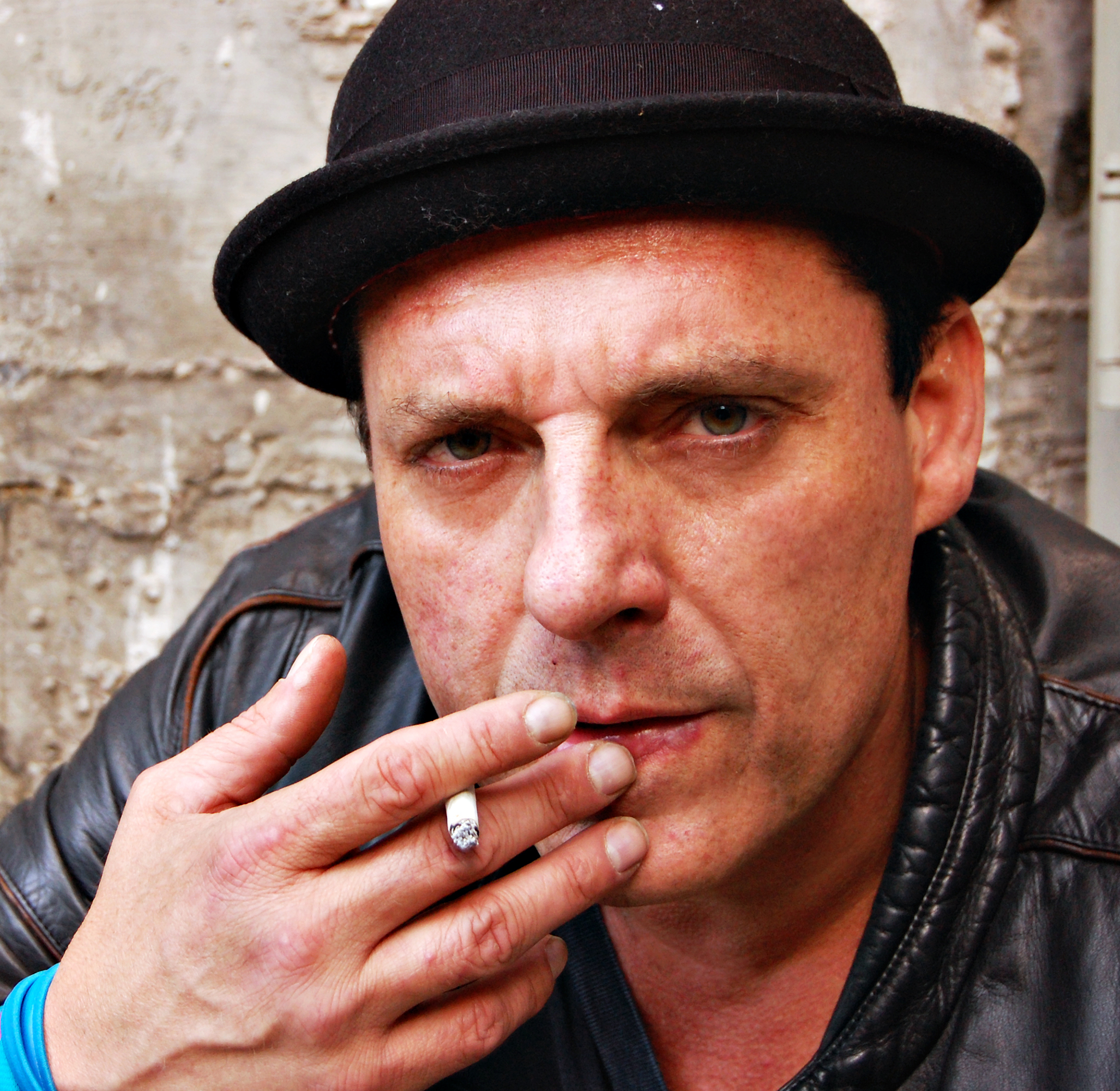
Tom Sizemore
3 maart

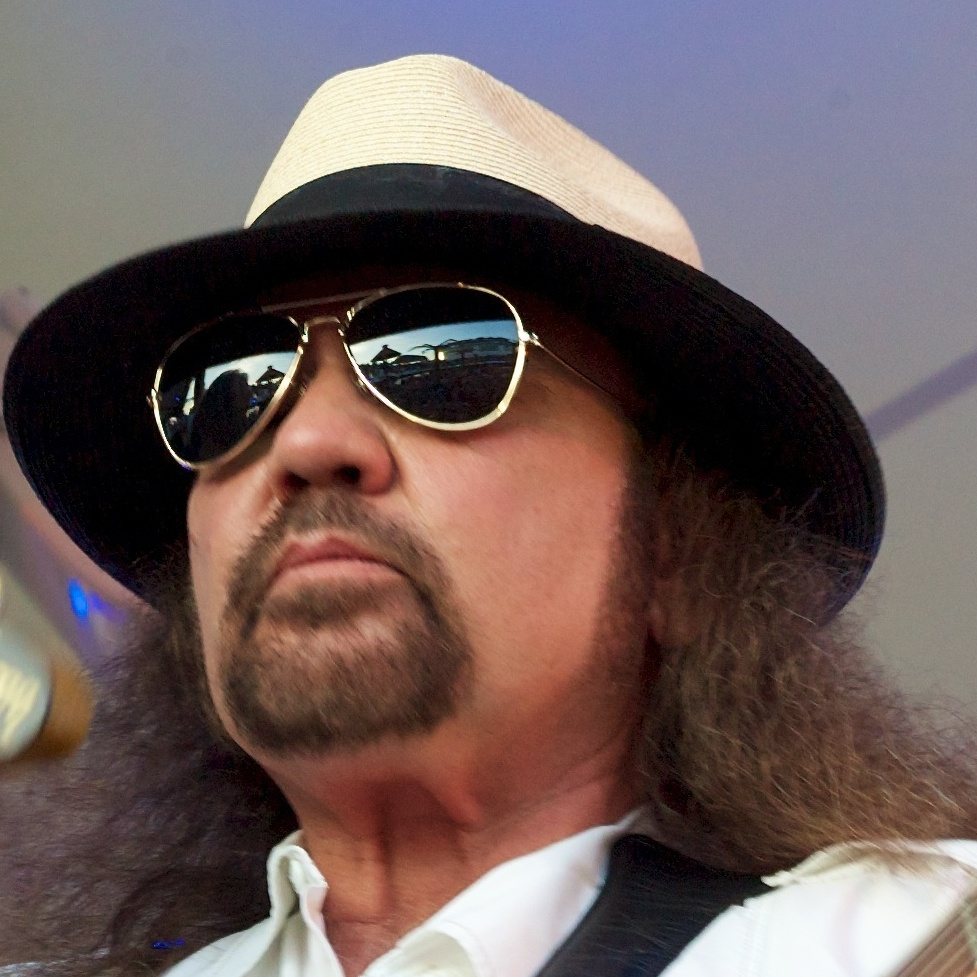
Gary Rossington
5 maart

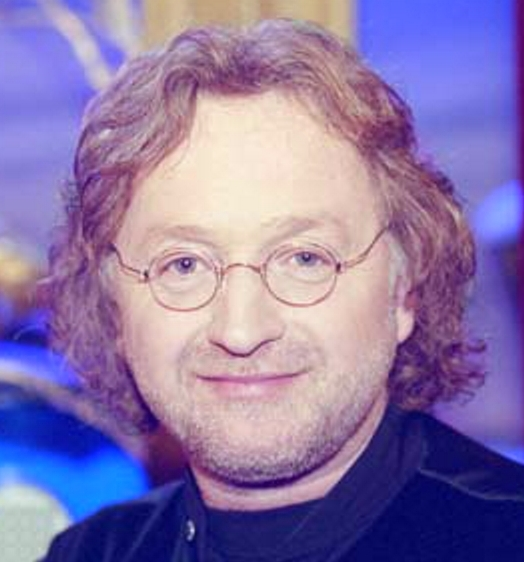
Harry de Winter
7 maart

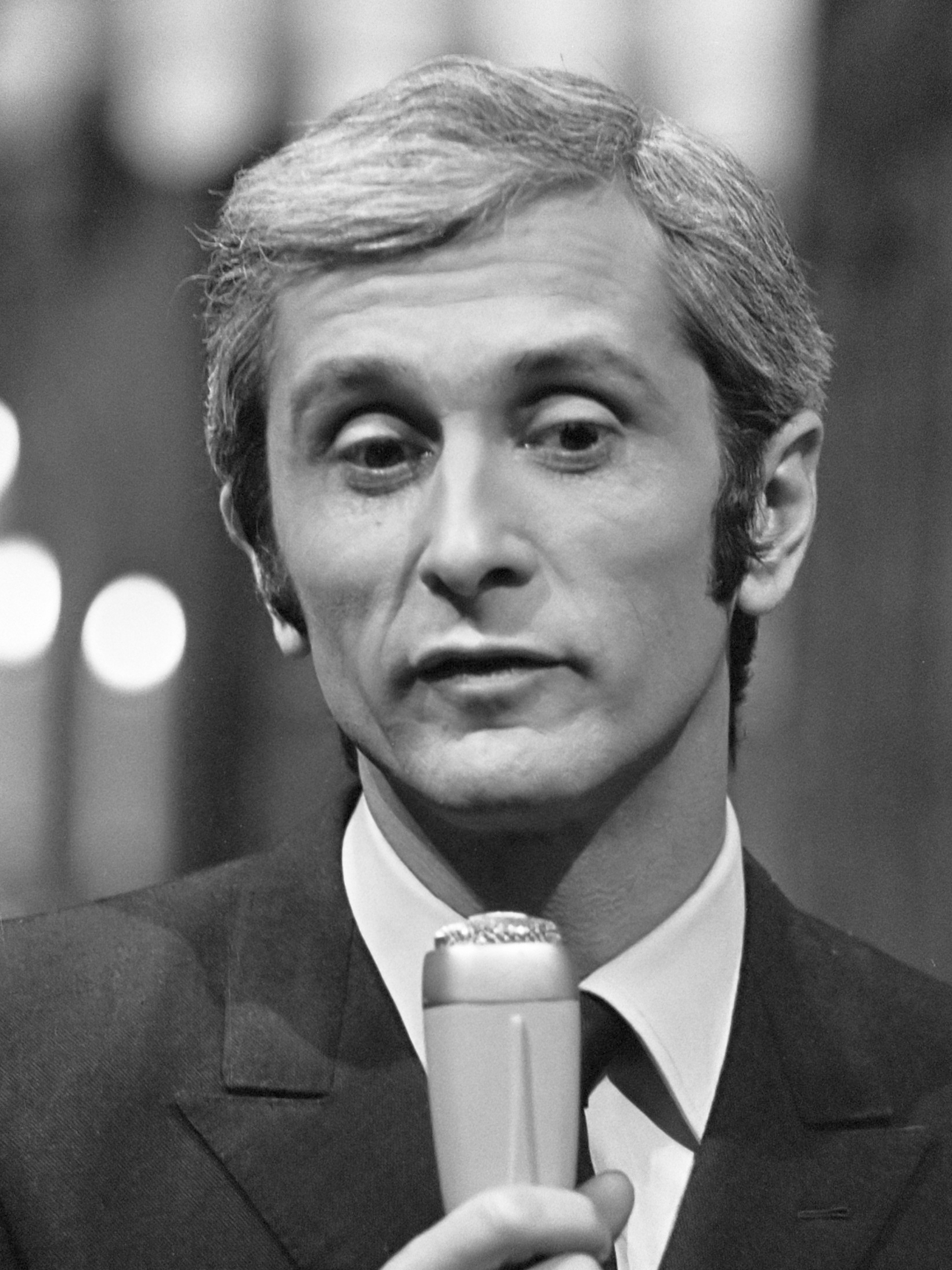
Marcel Amont
8 maart

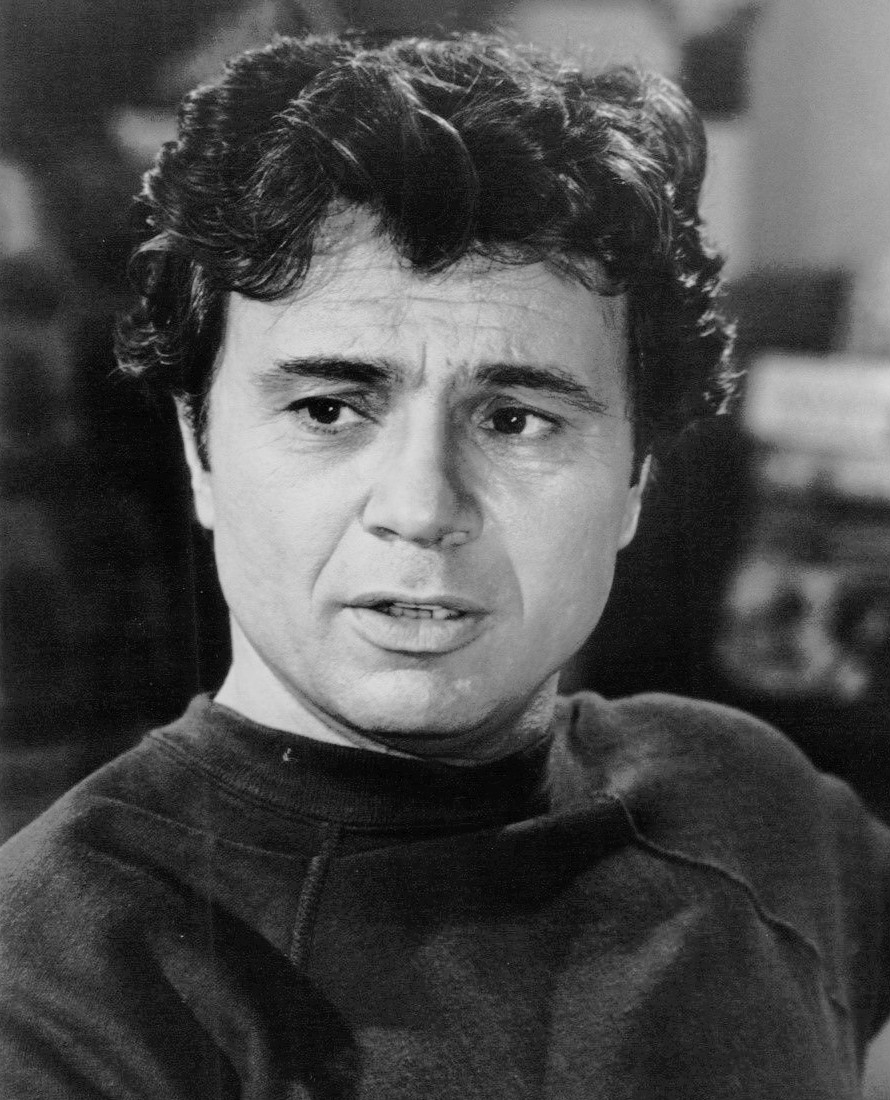
Robert Blake
9 maart

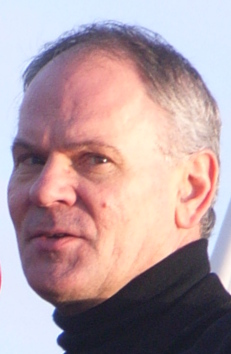
Adri Duivesteijn
17 maart

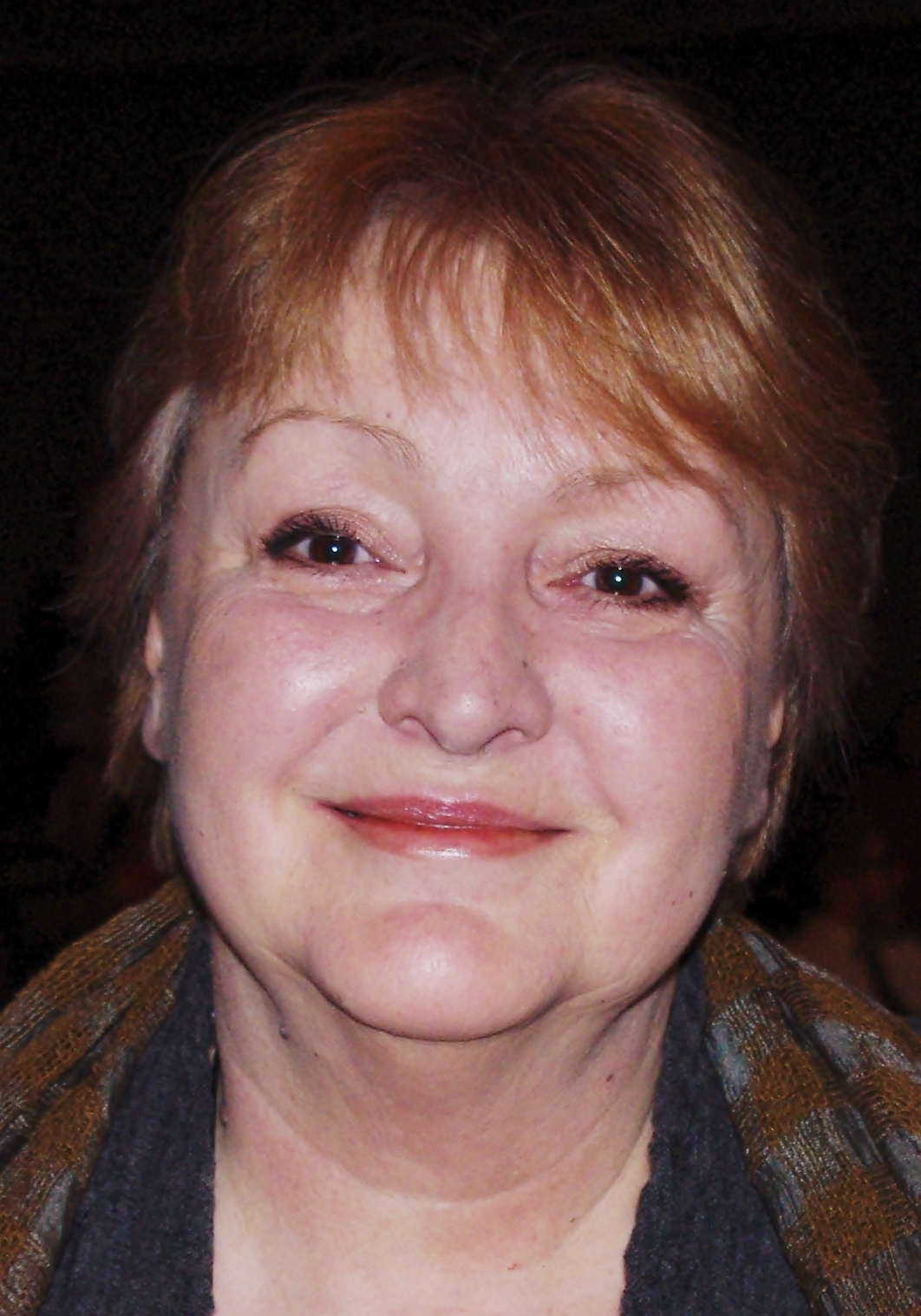
Dubravka Ugrešić
17 maart

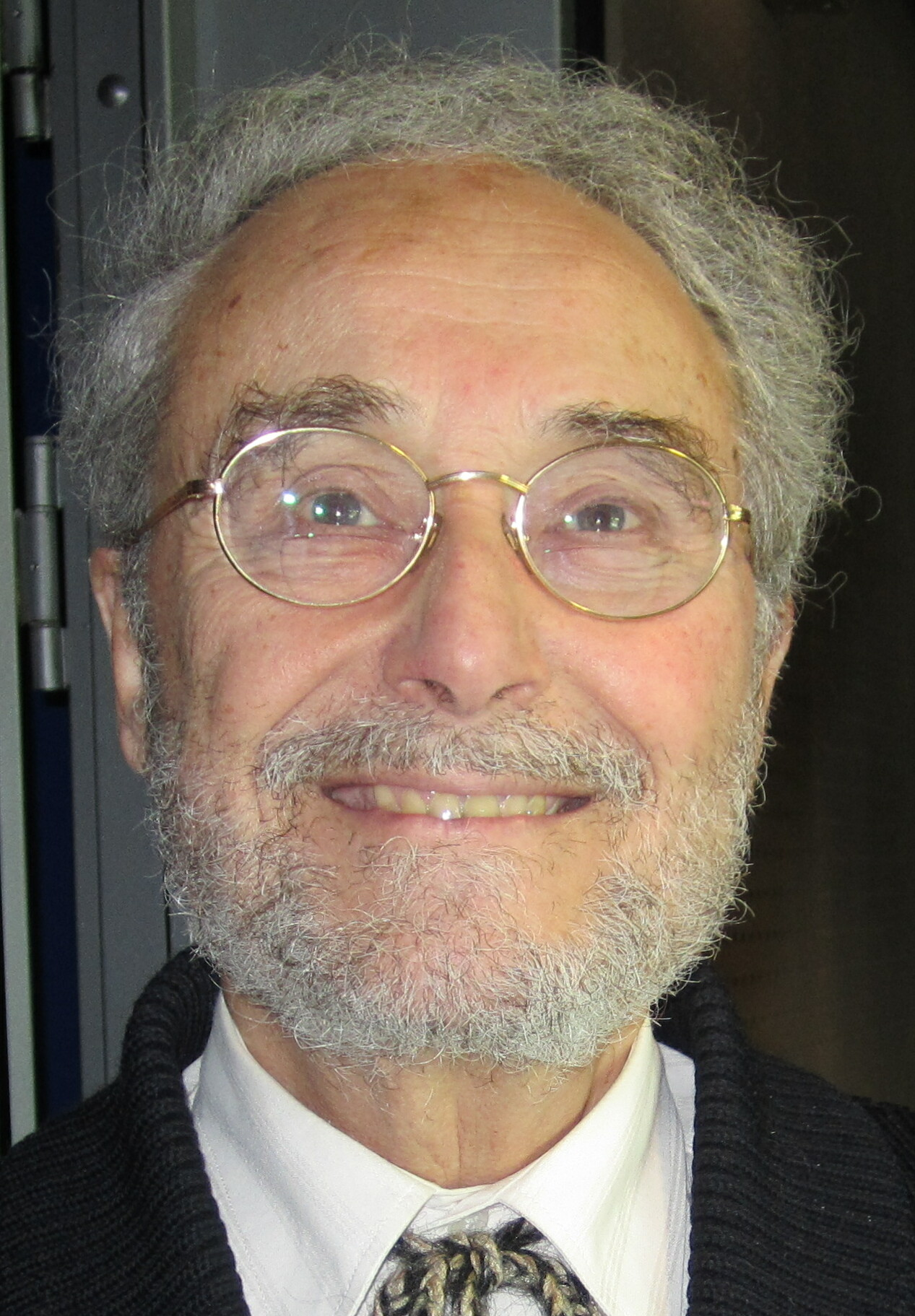
Donald de Marcas
24 maart

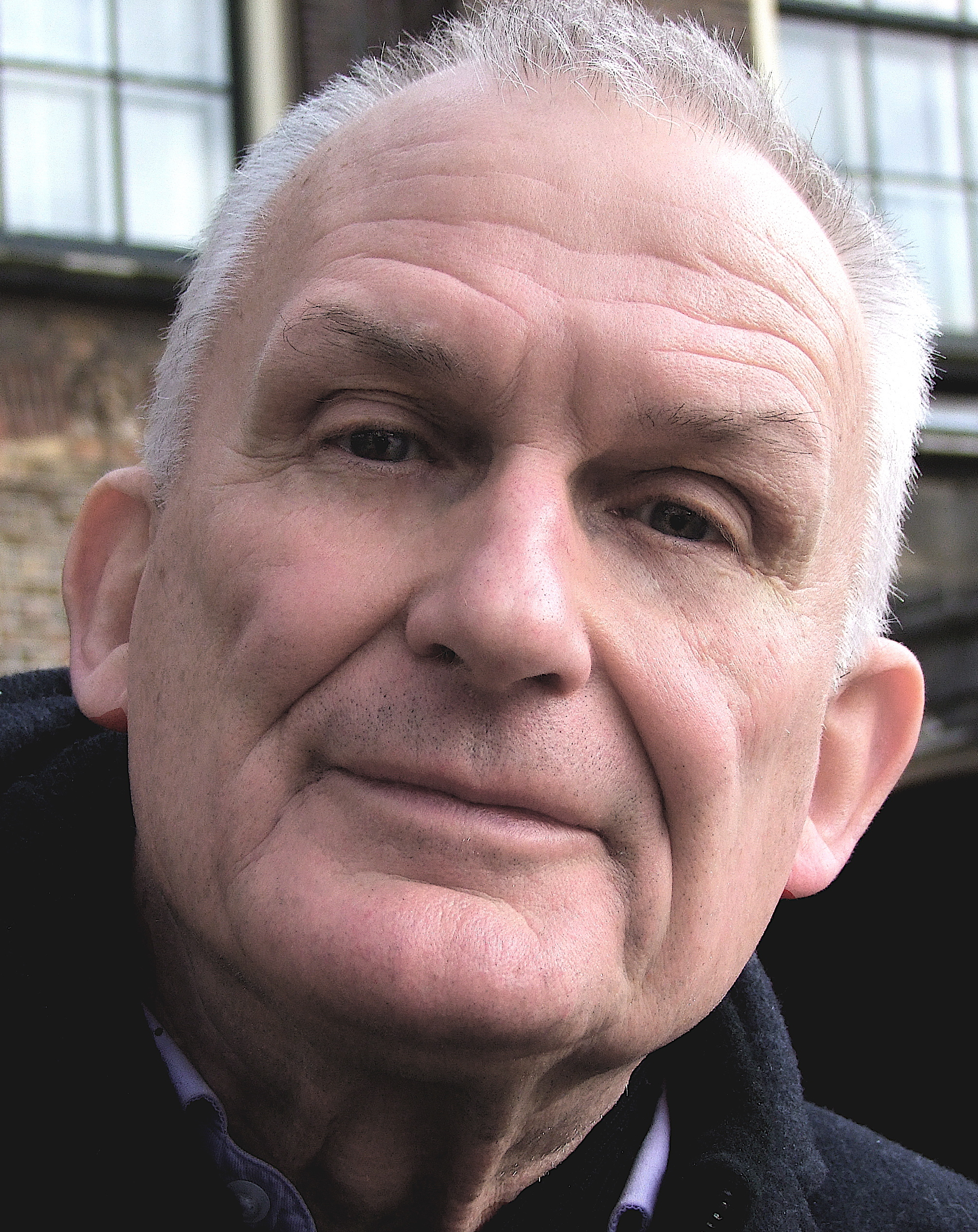
Wim de Bie
27 maart

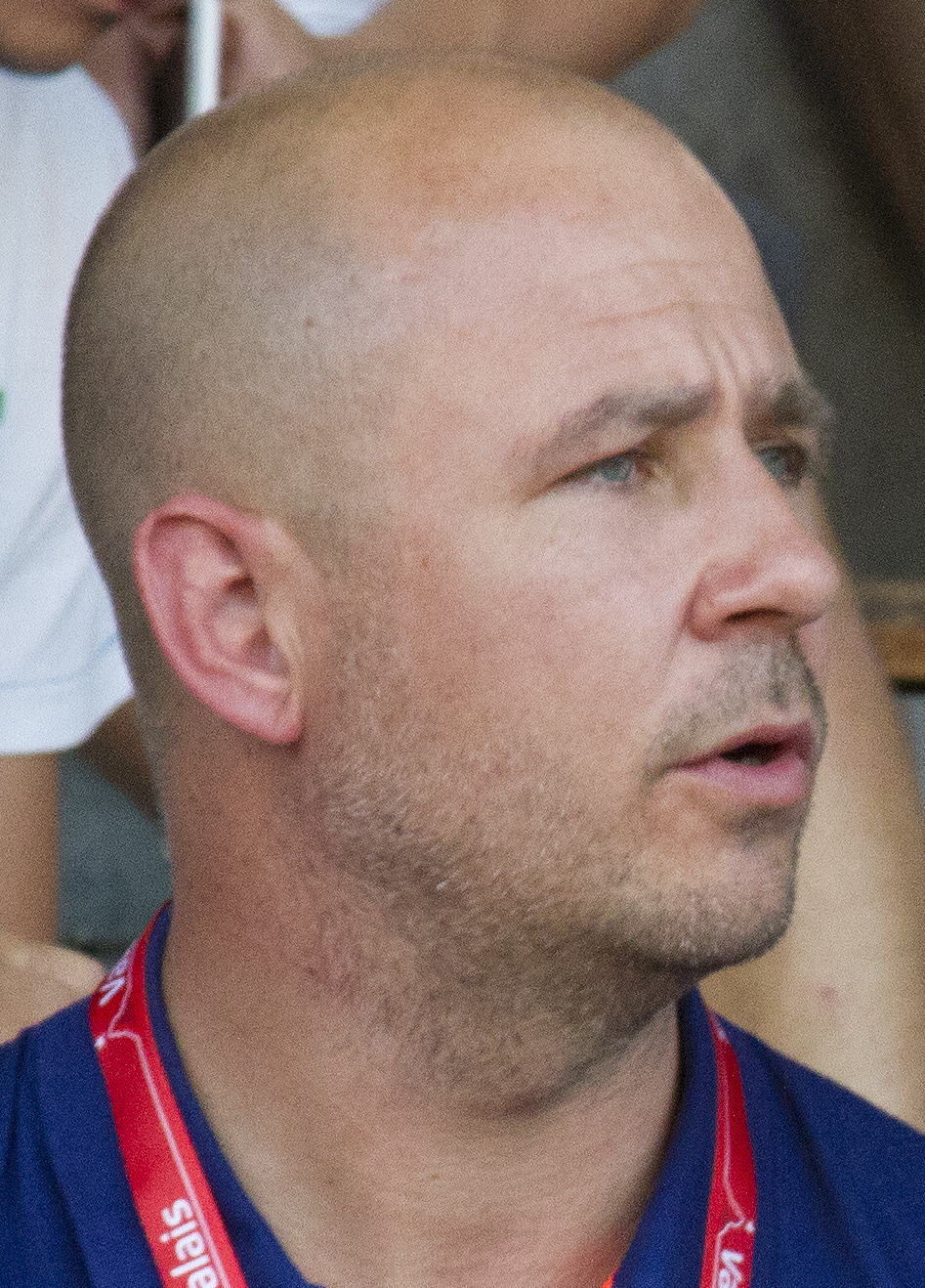
Thijs Slegers
27 maart

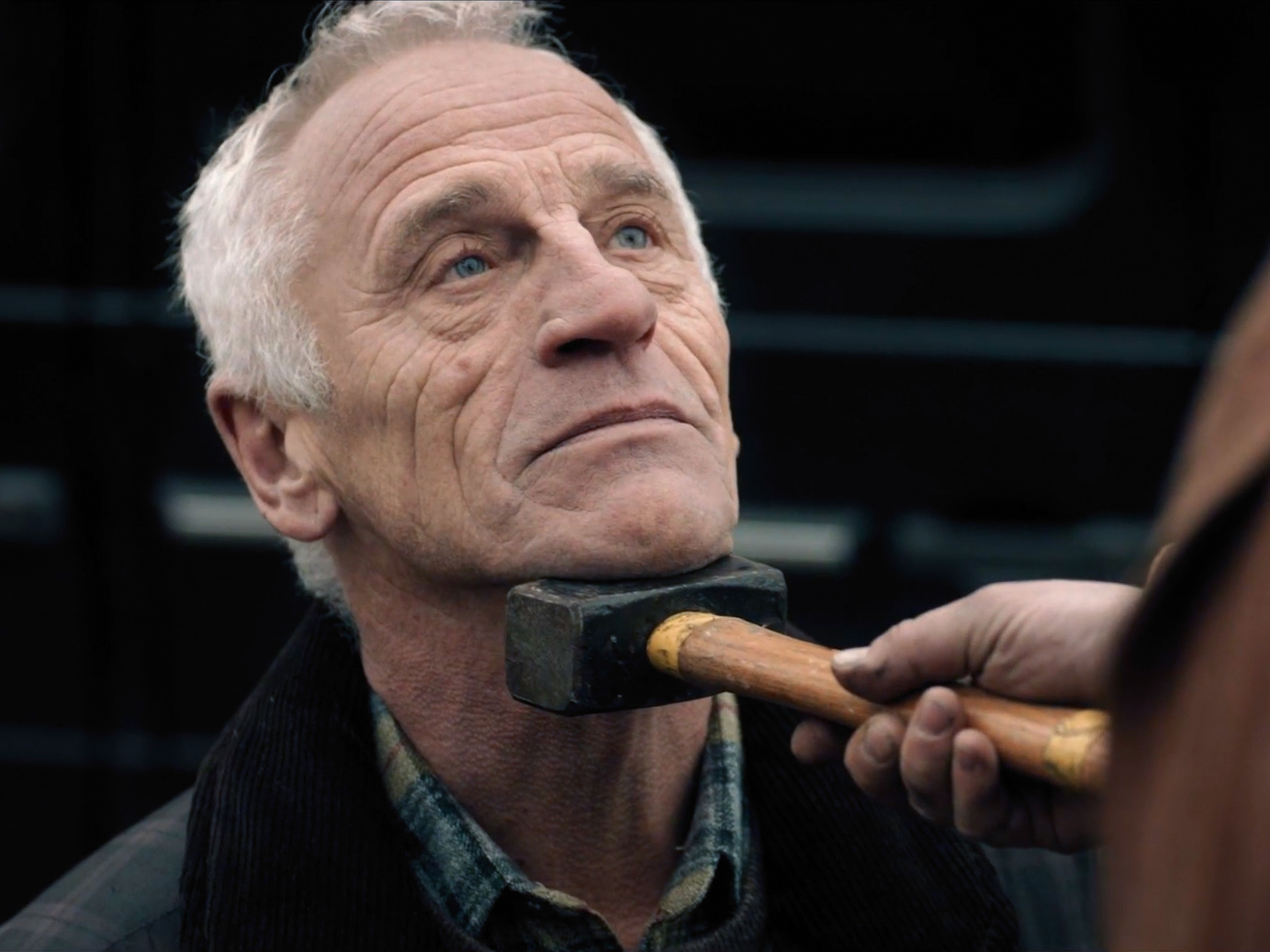
Johan Leysen
30 maart

| 1 | 2 | 3 | 4 | 5 | 6 | 7 | 8 | 9 | 10 | 11 | 12 | 13 | 14 | 15 | 16 | 17 | 18 | 19 | 20 | 21 | 22 | 23 | 24 | 25 | 26 | 27 | 28 | 29 | 30 | 31 |
| - | - | - | - | - | - | - | - | - | -- | -- | -- | -- | -- | -- | -- | -- | -- | -- | -- | -- | -- | -- | -- | -- | -- | -- | -- | -- | -- | -- |

### 1 maart
- Wally Fawkes (98), Brits-Canadees jazzklarinettist en cartoonist[1]
- Gijs van Herwaarden (86), Nederlands monumentenzorger[2]
- Ab van Kammen (90), Nederlands botanicus[3]
- Irma Serrano (89), Mexicaans zangeres, actrice en politica[4]

### 2 maart
- Jos Heymans (72), Nederlands journalist[5]
- Alphons Levens (73), Surinaams dichter en schrijver[6]
- Steve Mackey (56), Brits basgitarist[7]
- Wayne Shorter (89), Amerikaans jazzsaxofonist en -componist[8]
- Joachim Zeller (70), Duits politicus[9][10]

### 3 maart
- Carlos Garnett (84), Panamees-Amerikaans jazzsaxofonist[11]
- Sara Lane (73), Amerikaans actrice[12]
- David Lindley (78), Amerikaans gitarist[13]
- Jaak Lipso (82), Estisch basketbalspeler[14]
- Kenzaburo Oë (88), Japans schrijver en Nobelprijswinnaar[15]
- Tom Sizemore (61), Amerikaans acteur[16]
- Rafael Viñoly (78), Uruguayaans architect[17]

### 4 maart
- Jacques Boigelot (93), Belgisch filmregisseur[18]
- Jan Lambrecht (96), Belgisch jezuïet[19]
- Leo Sterckx (86), Belgisch wielrenner[20]

### 5 maart
- Klaus-Michael Bonsack (81), Duits rodelaar[21]
- Paul Evers (72), Nederlands journalist en redacteur[22]
- Per Chr. Frost (68), Deens bassist, muziekproducent en gitarist[23]
- Kenneth Montgomery (79), Brits dirigent[24]
- Gary Rossington (71), Amerikaans gitarist[25]

### 6 maart
- Pavel Charin (95), Sovjet-Russisch kanovaarder[26]
- Traute Lafrenz (103), Duits verzetsstrijdster[27]

### 7 maart
- Patricia McCormick (92), Amerikaans schoonspringster[28]
- Lisa Montell (89), Amerikaans actrice[29]
- Patty Mundt (72), Nederlands hockeyer[30]
- Harry de Winter (73), Nederlands producent en programmamaker[31]

### 8 maart
- Marcel Amont (93), Frans zanger[32]
- John Moelaert (80), Belgisch voetballer[33]
- Ries Moonen (87), Nederlands tekstschrijver en televisiemaker[34]
- Louis Swart (88), Nederlands grafisch vormgever en kunstenaar[35]
- Chaim Topol (87), Israëlisch acteur[36]

### 9 maart
- Robert Blake (89), Amerikaans acteur[37]
- Jozef Fuyen (95), Belgisch architect[38]
- Mystic Meg (Margaret Lake) (80), Brits astroloog[39]
- Phil Titus (36), Brits basgitarist[40]

### 10 maart
- Michel De Meyer (70), Belgisch weerman[41]
- Jerry Samuels (Napoleon XIV) (84), Amerikaans singer-songwriter[42]
- Tongo (José Abelardo Gutierrez Alanya) (65), Peruviaans singer-songwriter, acteur, komiek, youtuber en politicus[43]

### 11 maart
- Cees Douma (89), Nederlands architect[44]
- Keith Johnstone (90), Brits acteur, toneelregisseur en theaterdocent[45]

### 12 maart
- Phyllida Barlow (78), Brits kunstenares[46]
- Dick Fosbury (76), Amerikaans hoogspringer[47]
- Frits Kalff (88), Nederlands verzekeraar[48]
- Dragoslav Mihailović (92), Servisch schrijver[49]

### 13 maart
- Jim Gordon (77), Amerikaans muzikant[50]

### 14 maart
- Bobby Caldwell (71), Amerikaans zanger[51]
- Sergej Ivanovitsj Grigorjants (81), Armeens-Oekraïens mensenrechtenactivist[52]

### 15 maart
- Jeff Gaylord (64), Amerikaans worstelaar[53]

### 16 maart
- Sharon Acker (87), Canadees actrice[54]
- Tony Coe (88), Brits jazzmuzikant[55]
- Patrick French (57), Brits schrijver[56]
- Beatrijs Ritsema (69), Nederlands columnist[57]
- Bernard P.Th. Veltman (90), Nederlands natuurkundige en rector magnificus[58]

### 17 maart
- Adri Duivesteijn (72), Nederlands politicus[59]
- Ada den Haan (81), Nederlands zwemster[60]
- Lance Reddick (60), Amerikaans acteur[61]
- Raoul Servais (94), Belgisch filmmaker en animator[62]
- Dubravka Ugrešić (73), Kroatisch-Nederlands schrijfster[63]

### 18 maart
- Micheline Lannoy (98), Belgisch kunstrijdster[64]
- Pedro Solbes (80), Spaans politicus[65]

### 19 maart
- Jean-Jacques Favier (73), Frans ruimtevaarder[66]
- John Lamers (80), Nederlands zanger[67]
- Petar Nadoveza (80), Kroatisch voetballer[68]
- Renate Wouden (73), Surinaams vakbondsleider en vrouwenrechtenstrijder[69]

### 20 maart
- Osvaldo Héctor Cruz (91), Argentijns voetballer[70]
- Remi De Moor (87), Belgisch ondernemer en wielersponsor[71][72]
- Paul Grant (56), Brits acteur[73]
- Anita Thallaug (85), Noors zangeres en actrice[74]

### 21 maart
- Fred Florusse (85), Nederlands cabaretier, acteur en regisseur[75]
- Willis Reed (80), Amerikaans basketballer[76]

### 22 maart
- Vladimir Tsjoerov (70), Russisch politicus[77]

### 23 maart
- Émile Gilliard (94), Belgisch schrijver[78]
- Keith Reid (76), Brits songwriter en tekstdichter[79]
- Peter Shelley (80), Brits popzanger en songwriter[80]

### 24 maart
- Sonja Bernd't (Sonja Ossedrijver) (84), Nederlands zangeres en sieraadontwerpster[81]
- Donald de Marcas (89), Nederlands hoorspelacteur, zanger en radiomaker[81]
- Gordon Moore (94), Amerikaans ondernemer, ingenieur en filantroop[82]
- Raoul d'Udekem d'Acoz (87), Belgisch politicus[83]

### 25 maart
- Daniel Chorzempa (78), Amerikaans organist en componist[84]
- Hennie Dompeling (56), Nederlands kleiduivenschutter[85][86]
- Nicholas Lloyd Webber (43), Brits componist en muziekproducent[87]
- Pavel Krotov (30), Russisch freestyleskiër[88]
- Peter Marti (70), Zwitsers voetballer[89]
- Hans Richter (63), Duits voetballer[90]
- Henk Visser (92), Nederlands hoogleraar kindergeneeskunde[91]

### 26 maart
- Jacques Collard (91), Belgisch acteur[92]
- Ron Faber (90), Amerikaans acteur[93]
- María Kodama (86), Argentijns dichteres[94]
- Karl-Josef Rauber (88), Duits-Vaticaans diplomaat en kardinaal[95]
- Ugo De Rosa (89), Italiaans fietsenconstructeur en zakenman[96]
- Paul Rüpp (65), Nederlands burgemeester[97]
- Claudia Schuler (35), Chileens hockeyspeelster[98]

### 27 maart
- Wim de Bie (83), Nederlands cabaretier, schrijver en zanger[99]
- James Bowman (81), Brits contratenor[100]
- Emahoy Tsegué-Maryam Guèbrou (99), Ethiopisch religieuze, pianiste en componiste[101]
- Max Hardcore (Paul F. Little) (66), Amerikaans pornoregisseur en -acteur[102]
- Carol Lavell (79), Amerikaans dressuramazone[103]
- Thijs Slegers (46), Nederlands sportjournalist[104]

### 28 maart
- Theodor Diener (102), Zwitsers-Amerikaans plantenpatholoog[105]
- Frans Feron (69), Nederlands hoogleraar sociale geneeskunde[106]
- Iuri Lapicus (27), Moldavisch-Italiaans MMA-vechter[107]
- Ryuichi Sakamoto (71), Japans componist[108]
- Manfred Schaefer (80), Australisch voetballer[109]
- Rens Voesenek (65), Nederlands hoogleraar biologie[110]
- Harry Wijshoff (63), Nederlands hoogleraar informatica[111]

### 29 maart
- Henri Desclez (80), Belgisch striptekenaar en kunstschilder[112]
- Jan den Oudsten (92), Nederlands bussenbouwer[113]

### 30 maart
- José Duarte (84), Portugees jazzpromotor, journalist en auteur[114]
- Johan Leysen (73), Belgisch acteur[115]
- Sweet Charles Sherrell (80), Amerikaans bassist[116]
- Ray Shulman (73), Brits muzikant[117]

### 31 maart
- Hans Focking (76), Nederlands artistiek ondernemer[118]
- Rabbie Namaliu (75), premier van Papoea-Nieuw-Guinea[119]

### Datum onbekend
- Esmée Schenck de Jong (31), Nederlands schrijfster[120]
- Howie Kane (78), Amerikaans popzanger[121]
- Toon Meerman (89), Nederlands voetballer[122]

januari ·
februari ·
maart ·
april ·
mei ·
juni ·
juli ·
augustus ·
september ·
oktober ·
november ·
december
1900 ·
1901 ·
1902 ·
1903 ·
1904 ·
1905 ·
1906 ·
1907 ·
1908 ·
1909 ·
1910 ·
1911 ·
1912 ·
1913 ·
1914 ·
1915 ·
1916 ·
1917 ·
1918 ·
1919 ·
1920 ·
1921 ·
1922 ·
1923 ·
1924 ·
1925 ·
1926 ·
1927 ·
1928 ·
1929 ·
1930 ·
1931 ·
1932 ·
1933 ·
1934 ·
1935 ·
1936 ·
1937 ·
1938 ·
1939 ·
1940 ·
1941 ·
1942 ·
1943 ·
1944 ·
1945 ·
1946 ·
1947 ·
1948 ·
1949 ·
1950 ·
1951 ·
1952 ·
1953 ·
1954 ·
1955 ·
1956 ·
1957 ·
1958 ·
1959 ·
1960 ·
1961 ·
1962 ·
1963 ·
1964 ·
1965 ·
1966 ·
1967 ·
1968 ·
1969 ·
1970 ·
1971 ·
1972 ·
1973 ·
1974 ·
1975 ·
1976 ·
1977 ·
1978 ·
1979 ·
1980 ·
1981 ·
1982 ·
1983 ·
1984 ·
1985 ·
1986 ·
1987 ·
1988 ·
1989 ·
1990 ·
1991 ·
1992 ·
1993 ·
1994 ·
1995 ·
1996 ·
1997 ·
1998 ·
1999 ·
2000 ·
2001 ·
2002 ·
2003 ·
2004 ·
2005 ·
2006 ·
2007 ·
2008 ·
2009 ·
2010 ·
2011 ·
2012 ·
2013 ·
2014 ·
2015 ·
2016 ·
2017 ·
2018 ·
2019 ·
2020 ·
2021 ·
2022 ·
2023 ·
2024 ·
2025